# لیگوتا (استان اوپوله)
لیگوتا (به لهستانی: Ligota) یک منطقهٔ مسکونی در لهستان است که در گمینا کراپکوویتسه واقع شده‌است.